# Brezen, Kărdjali
Brezen (în bulgară Брезен) este un sat în comuna Ardino, regiunea Kărdjali,  Bulgaria. 

## Demografie
Componența etnică a satului Brezen
     Turci (96,71%)
     Nicio identificare (3,28%)
     Altele (0%)
La recensământul din 2011, populația satului Brezen era de 213 locuitori. Din punct de vedere etnic, majoritatea locuitorilor (96,71%) erau turci. Pentru 3,28% din locuitori nu este cunoscută apartenența etnică.